# Atle Kvålsvoll
Atle Kvålsvoll (Trondheim, 10 april 1962) is een voormalig Noors wielrenner.

## Overwinningen
1985
- 6e etappe Ronde van Noorwegen

1989
- 4e etappe Ronde van Zweden
- Eindklassement Ronde van Zweden

1990
- Ronde van de Vaucluse

1991
- Klimmerstrofee
- 6e etappe Tour DuPont

1992
- 6e etappe Tour DuPont

## Resultaten in voornaamste wedstrijden
| Jaar | Ronde van Italië | Ronde van Frankrijk | Ronde van Spanje |
| ---- | ---------------- | ------------------- | ---------------- |
| 1988 |                  | buiten tijd         |                  |
| 1989 |                  | 46e                 |                  |
| 1990 |                  | 26e                 |                  |
| 1991 | 30e              | opgave              |                  |
| 1992 |                  | 49e                 |                  |
| 1993 |                  |                     |                  |
| 1994 |                  | 79e                 |                  |

| Jaar | Milaan-San Remo | Ronde van Vlaanderen | Amstel Gold Race | Luik-Bast.‑Luik | Ronde van Lombardije | Waalse Pijl |  | WK op de weg |
| ---- | --------------- | -------------------- | ---------------- | --------------- | -------------------- | ----------- |  | ------------ |
| 1988 | 63e             | 49e                  | 70e              |                 |                      |             |  |              |
| 1989 |                 |                      |                  |                 |                      |             |  | 21e          |
| 1990 | 49e             |                      | 25e              | 10e             |                      | 16e         |  |              |
| 1991 | 33e             |                      | 48e              | 25e             | 30e                  | 12e         |  | 84e          |
| 1992 |                 |                      | 33e              | 15e             |                      | 6e          |  |              |
| 1993 |                 |                      | 49e              | 46e             |                      | 47e         |  |              |
| 1994 | 106e            |                      |                  | 71e             |                      | 21e         |  |              |